# Ann Wilson (musiker)
Ann Dustin Wilson, född 19 juni 1950 i San Diego, Kalifornien, är en amerikansk sångerska, som tillsammans med sin syster, Nancy Wilson, är frontfigur för rockgruppen Heart och deras sidoprojekt Lovemongers. Hon spelar även flöjt, gitarr och basgitarr.
I början av 70-talet blev hon medlem i bandet Whiteheart, som bytte namn till Heart 1974, samma år som Nancy Wilson blev medlem. 
Hon släppte sitt första soloalbum, Hope & Glory, 2007. På det medverkar bland annat systern, men även Wynonna Judd, Elton John, k.d. lang, Alison Krauss, Gretchen Wilson, Rufus Wainwright, Shawn Colvin och Deana Carter.

## Diskografi (urval)
Studioalbum (solo)
- 2007 – Hope & Glory

Livealbum (solo)
- 2015 – Live At The Belly Up (The Ann Wilson Thing!)

EP's
- 2015 – The Ann Wilson Thing! #1
- 2016 – The Ann Wilson Thing! Focus #2

Singlar
- 1969 – "Through Eyes And Glass" (med The Daybreaks)
- 1969 – "Standin' Watchin' You" (med The Daybreaks)
- 1984 – "Almost Paradise... (Love Theme From Footloose)" (med Mike Reno)
- 1986 – "The Best Man In The World"
- 1988 – "Surrender To Me" (med Robin Zander)